# Campionatele europene de gimnastică feminină din 2002
Campionatele europene de gimnastică feminină din 2002, care au reprezentat a douăzecișipatra ediție a competiției gimnasticii artistice feminine a "bătrânului continent", au avut loc în orașul Patras din Grecia.
Datorită valorii mondiale a gimnasticii europene, campionatele europene de gimnastică feminină au coincis, pentru foarte mulți ani, cu replica sa mondială.